# Građanska (narodna) inicijativa
Građanska ili narodna inicijativa je oblik neposredne demokratije u kome punoletni građani (birači) predlažu skupštini (lokalnoj, regionalnoj ili nacionalnoj) donošenje odluka iz njene nadležnosti. 

## Istorijat
Građanska inicijativa, kao oblik neposredne demokratije, nastala je u Švajcarskoj i ima dugu tradiciju na lokalnom nivou u ovoj državi. Amandmanima na Ustav Švajcarske iz 1891. godine zvanično je uvedeno pravo na pokretanje izmene Ustava Švajcarske sa 100.000 potpisa birača koja mogu da se prikupe u roku od 18 meseci. Pod uticajem Švajcarske, od 1898. do 1918. godine 19 federalnih države u SAD omogućile su predlaganje propisa putem građanske inicijative. Posle II svetskog rata Japan, Italija i Nemačka uvode građanske inicijative kao način predlaganja propisa 
Nakon pada Berlinskog zida počinje novi ciklus usvajanja građanske inicijative kao načina direktnog učešća građana u proces odlučivanja. Od tridesetak zemalja koje su po završetku hladnog rata usvojile nove ustave, samo tri ni dalje nemaju nikakvih elemenata referenduma ili građanske inicijative, već se forme neposrednog učešća građana u donošenju odluka ugrađuju u stare ustave, kao npr. u Italiji 

U Republici Srbiji građansku (narodnu) inicijativu uređuju Ustav, Statut Vojvodine, Zakon o referendumu i narodnoj inicijativi i Zakon o lokalnoj samoupravi. Zakon o referendumu i narodnoj inicijativi iz 1994. godine uređuje postupak sprovođenja građanske inicijative na veoma restriktivan način. Rok od samo sedam dana za prikupljanje potpisa birača za podršku građanskoj inicijativi najkraći je na svetu. Praksa u drugim državama je da rok za prikupljanje potpisa za građansku inicijativu rok traje nekoliko meseci, a ne nekoliko dana. Jedino je Republika Srpska u Zakonu o referendumu i građanskoj inicijativi iz 2010. godine prepisala rok od sedam dana iz srpskog zakona.
Zbog restriktivnog Zakona o referendumu i narodnoj inicijativi iz 1994. godine i ignorisanja građanskih inicijativa od strane skupštinskih vladajućih stranaka tokom 25 godina primene zakona veoma mali broj inicijativa građana je usvojen.  U Beogradu, Kragujevcu i Nišu nije pokrenuta ni jedna građanska inicijativa u lokalnoj skupštini. U Novom Sadu pokrenute su 3 građanske inicijative, a usvojena je jedna o promeni područja MZ "Adice" iz 2004. godine. Pored Novog Sada, autoru ovog teksta poznata je samo još jedna uspešna narodna inicijativa iz Ivanjice. U Skupštini AP Vojvodine pokrenuto je 6 građanskih inicijativa od kojih je održana rasprava samo o jednoj i nije usvojena. U Narodnoj skupštini Republike Srbije nije usvojen ni jedan zakon na osnovu predloga građanske inicijative. Bilo je slučajeva da Vlada Srbije preuzme deo predloga zakona iz građanske inicijative i predloži Narodnoj skupštini za usvajanje. Poslednji slučaj je tkz. Tijanin zakon koji je predložen Narodnoj skupštini za usvajanje novembra 2017. godine na osnovu građanske inicijative, a usvojen maja 2019. godine kao predlog Vlade. Zakon o sprovođenju Ustava iz 2006.g. propisao je rok u kome svi zakoni moraju da se usaglase sa novim Ustavom do kraja 2008. godine. Jedan od tih zakona je i Zakon o referendumu i narodnoj inicijativi.
U Republici Srbiji postoji tri oblika građanske inicijative koje se sprovode na osnovu Zakona o referendumu i narodnoj inicijativi:
1. Legislativna inicijativa je predlaganje usvajanja opštih akata na osnovu građanske inicijative. Za izmenu Ustava Srbije potrebna je podrška 150.000 birača. Za usvajanje zakona u Narodnoj skupštini 30.000 birača. Za usvajanje odluka u Skupštini AP Vojvodina 10.000, a za usvajanje odluka u skupštinama jedinica lokalnih samouprava najmanje 5% birača. Jedino u Beogradu za predlaganje pravnih akata iz nadležnosti skupštine grada potrebno je obezbediti podršku od 30.000 birača (manje od 5%).
2. Referendumska inicijativa je pokretanje građanske inicijative za održavanje referenduma. Na zahtev 100.000 birača Narodna skupština Republike Srbije raspisuje referendum iz svoje nadležnosti.
3. Inicijativa za javnu raspravu je najnoviji oblik građanske inicijative za održavanje javne rasprave u jedinici lokalne samouprave. Izmenama i dopunama Zakona o lokalnoj samoupravi iz 2018. godine uvedeno je pravo da 100 birača mogu predložiti održavanje javne rasprave u jedinici lokalne samouprave. Međutim, zakonom nije predviđeno da javna rasprava mora da bude samo iz nadležnosti jedinice lokalne samouprave.